# Ramfjordnes
Ramfjordnes est une localité du comté de Troms, en Norvège.

## Géographie
Administrativement, Ramfjordnes fait partie de la kommune de Tromsø.